# Złote Jamy
Złote Jamy (německy Goldgrubenhübel) jsou spočinek Wysoke Kopy, nejvyšší hory Jizerských hor, nacházející se v jihozápadní části Vysokého jizerského hřebene.

## Okolí
V mělkém sedle mezi Zlatými jámami a Vysokou kupou leží ve výšce přes 1000 m rašeliniště, bohaté na poměrně neobvyklé druhy rostlinstva. Nalézají se zde i malá jezírka.
Zhruba 2 km jižně od vrcholu se nalézá rozcestí Rozdroże pod Cichą Równią což je bývalá křižovatka Staré sklářské cesty (Stara Droga Szklarska) s cestou nazývanou Dukt Końskiej Jamy. Ve své době to bývaly jedny z nejdůležitějších cest v této části Jizerských hor.

## Geologie
Nedaleko vrcholu probíhá největší křemenná žíla v Evropě. Tato žíla je dlouhá přes 10 km a její mocnost dosahuje od 60 do 100 metrů. Táhne se z okolí kopce Kopaniec směrem k Novému Městu pod Smrkem.

## Historie
Název Złote Jamy (Zlaté Jámy) je v přímé souvislosti s středověkými vlašskými hledači zlata a drahokamů. V okolí vrcholu se nacházela spousta starých vlašských dolů na zlato. V 70. a 80. letech 20. století zde byl prováděn povrchový archeologický výzkum, který dokázal existenci intenzivní těžby zlata v době středověku.